# IC 221
IC 221 је спирална галаксија у сазвјежђу Троугао која се налази на листи објеката дубоког неба у Индекс каталогу.
Деклинација објекта је + 28° 15' 25" а ректасцензија 2h 22m 40,8s. Привидна величина (магнитуда) објекта IC 221 износи 13,1 а фотографска магнитуда 13,8. Налази се на удаљености од 72,547 милиона парсека од Сунца. IC 221 је још познат и под ознакама UGC 1835, MCG 5-6-34, CGCG 504-68, IRAS 02197+2801, PGC 9035.